# Miner riberenc cuallarg
El miner riberenc cuallarg (Cinclodes pabsti) és una espècie d'ocell de la família dels furnàrids (Furnariidae) que habita sabanes amb roques del centre de l'Argentina.